# Бегма Володимир Володимирович (старший)
Володимир Володимирович Бегма (26 лютого 1938, Київ — 28 квітня 2007, там само) — радянський і український діяч театрального мистецтва, педагог. Режисер Національного театру опери та балету імені Т. Г. Шевченка, заслужений діяч мистецтв України. Внучатий племінник композитора Ігоря Стравінського.

## Біографія
Народився 26 лютого 1938 року. Після сьомого класу закінчив Ростовську спецшколу військово-повітряних сил. Пізніше поступив до музичного училища. Вже закінчуючи його, став артистом балету Театру музкомедії. Потім навчався в Київському театральному інституті, на режисерському факультеті, який набирав Мар'ян Крушельницький. Служив у лавах Радянської армії, де брав участь у створенні Ансамблю внутрішніх військ України. У 1965 році повернувся в інститут на акторсько-режисерський факультет до Володимира Неллі. У 1973 році знявся у епізоді у фільмі «Як гартувалась сталь».
У 1975—1981 роках працював головним режисером Київської оперети. Поставив мюзикл «Д'Артаньян і три мушкетери» на музику М. Дунаевського за три роки до виходу фільму.

Могила Володимира Бегми

Помер 28 квітня 2007 року. Похований у Києві на Байковому кладовищі (ділянка № 10).

## Учні
- Клас музичної режисури Володимира Бегми закінчив з відзнакою Солов'яненко Анатолій Анатолійович — Народний артист України, лауреат Національної премії України імені Тараса Шевченка, головний режисер Національної опери України.